# Aniceto (liberto)
Aniceto (fl. I secolo) è stato un insegnante e funzionario romano controverso personaggio vissuto per anni alla corte di Nerone, il quinto imperatore romano.
Di lui poco si sa ma doveva essere una persona di una certa cultura se da liberto gli fu affidato il compito di precettore del giovane Lucio Domizio Enobarbo.
Nel 49, con l'ingresso di Agrippina, già madre di Nerone, nella corte di Claudio in qualità di moglie dell'anziano imperatore, il controllo dell'educazione spirituale e politica di Nerone fu affidato al filosofo Lucio Anneo Seneca e ad Afranio Burro, prefetto del pretorio.
Aniceto divenne prefetto della flotta di Miseno, una delle due flotte perennemente attive (l'altra era di stanza a Ravenna).
Nel 59 Aniceto uccise Agrippina che stava tramando per riconquistare almeno parte del potere sul figlio (e quindi su Roma), potere che le stava sfuggendo di mano dopo l'ingresso di Poppea nella corte romana.
Sempre a causa di Poppea, che Nerone voleva sposare legalmente, fu chiesta la collaborazione di Aniceto per infangare l'immagine della legittima moglie dell'imperatore, Claudia Ottavia, figlia dell'imperatore Claudio e della sua terza moglie Valeria Messalina. Nerone
(Publio Cornelio Tacito, Annali, XIII, 12, BUR, Milano, trad.: B. Ceva)
Una relazione fra un liberto ed una personalità del calibro dell'imperatrice avrebbe permesso il divorzio di Nerone da Claudia Ottavia e spianato la strada a Poppea. Aniceto non dovette nemmeno porre mano alla spada. "Confessò" di aver avuto una relazione con Claudia Ottavia, che fu esiliata, richiamata a Roma a furor di popolo ed infine uccisa.
Probabilmente per queste benemerenze guadagnate presso Nerone e per evitare pericoli a causa dei suoi servizi (e quindi dei suoi poteri ricattatori), Aniceto si trasferì in Sardegna, dove visse negli agi e lontano dalla corte.

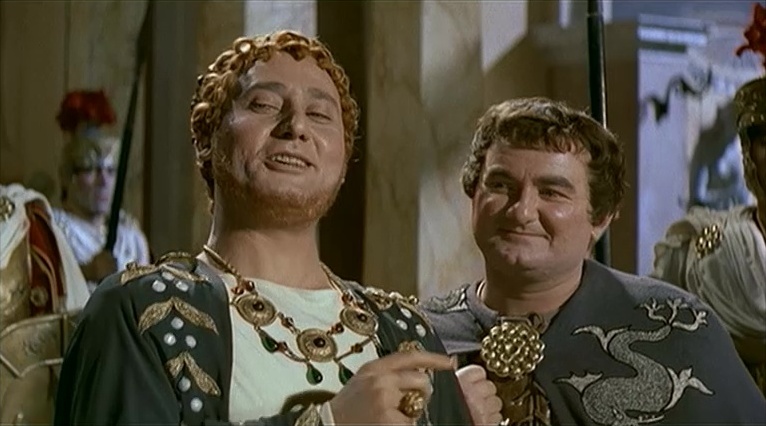
Nerone ed Aniceto (Alberto Sordi e Ciccio Barbi)
in un fotogramma di Mio figlio Nerone (1956)